# جان فيليب توسان
جان فيليب توسان (بالفرنسية: Jean-Philippe Toussaint)‏ (29 نوفمبر 1957، بروكسل في بلجيكا)؛ كاتِب، سيناريست، مخرج أفلام، مصور وروائي بلجيكي. درس في معهد الدراسات السياسية بباريس.

## روابط خارجية
- جان فيليب توسان على موقع IMDb (الإنجليزية)
- جان فيليب توسان على موقع مونزينجر (الألمانية)
- جان فيليب توسان على موقع ألو سيني (الفرنسية)
- جان فيليب توسان على موقع أول موفي (الإنجليزية)
- جان فيليب توسان على موقع قاعدة بيانات الأفلام السويدية (السويدية)
- جان فيليب توسان على موقع قاعدة بيانات الفيلم (الإنجليزية)
- جان فيليب توسان على موقع كينوبويسك (الروسية)